# ماني كيثادا
ماني كيثادا (بالإنجليزية: Manny Quezada)‏ مواليد 13 أبريل 1985 في نيويورك، نيويورك، هو لاعب كرة سلة أمريكي. بدأ مسيرته الاحترافية في سنة 2010. يحمل الرقم 12. يبلغ طوله 6 قدم 3 بوصة (1.9 م). لعب مع نادي ليون لكرة السلة وجوفينتوت بادالونا.

## روابط خارجية
- ماني كيثادا على موقع الدوري الإسباني لكرة السلة (الإسبانية)
- ماني كيثادا على موقع كلية كرة السلة في سبورتس رفرنس.كوم (الإنجليزية)
- ماني كيثادا على موقع ريلجم (الإنجليزية)
- ماني كيثادا على موقع بروبوليرز (الإنجليزية)
- ماني كيثادا على موقع سبورتس رفرنس (الإنجليزية)